# Святой Великомученик Пантелеймон (линейный корабль, 1772)
«Святой Великомученик Пантелеймон» — 74-пушечный парусный линейный корабль Балтийского флота Российской империи. Один из двух кораблей типа «Исидор». Был заложен 28 сентября (9 октября) 1769 года в Санкт-Петербургском Адмиралтействе, спущен на воду 17 (28) сентября 1772 года. Строительство вёл И. В. Ямес.

## История службы
В 1773, 1775 и 1777 годах корабль с эскадрами ходил в плавания в Финский залив и Балтийское море, принимал участие в «вооруженном нейтралитете».
11 июня 1780 года в качестве флагмана эскадры контр-адмирала А. И. Круза вышел из Кронштадта и направился в Северное море. 31 июля отряд пришёл на Дильский рейд, а 11 августа вышел крейсировать в район Доггер-банки.
19 августа из-за большого количества больных эскадра зашла в Христианзанд, а 16 сентября вышла в море и, после захода в Копенгаген, вернулась в Кронштадт 8 октября.
25 мая 1781 года корабль, возглавляя эскадру контр-адмирала Я. Ф. Сухотина отправился в Средиземное море по маршруту Копенгаген — Ла-Манш — С.-Винсент — Гибралтар — Корсика и 15 августа пришёл в Ливорно.
2 мая 1782 года «Святой Великомученик Пантелеймон» с эскадрой направился обратно в Россию по маршруту Гибралтар — Ла-Манш — Копенгаген и 2 июля пришёл в Кронштадт.
В 1784 в Кронштадте корабль был разобран.

## Командиры
Командирами корабля служили:
1. 1773 — П. Ф. Бешенцов
2. 1775 — А. И. Крюйс
3. 1777 — Я. Ф. Сухотин
4. 1780—1784 — А. Б. Берх